# Таррафал (Кабо-Верде)
Таррафал (порт. Tarrafal) — один з 22 муніципалітетів Кабо-Верде. Розташований на острові Сантьягу.
Населення становить 18 314 осіб (2015). Площа муніципалітету — 120,8 квадратних кілометрів.

## Адміністративний поділ
До муніципалітету належить одна парафія (фрегезія): Санту-Амаро-Абаде.

## Населення
Згідно із переписом населення 2010 року населення муніципалітету становило 18 565 осіб. За оцінкою 2015 року — 18 314 осіб.
У минулому динаміка зміни чисельності населення виглядала так:
| Рік  | Населення |
| ---- | --------- |
| 1940 | 18 840    |
| 1950 | 13 222    |
| 1960 | 19 140    |
| 1970 | 26 251    |
| 1980 | 24 202    |
| 1990 | 11 626    |
| 2000 | 18 059    |
| 2010 | 18 565    |